# سه کله‌پوک (مجموعه انیمیشن)
سه کله‌پوک (به بلغاری: Тримата глупаци؛ تریماتا پلوپاتزی) یک مجموعه انیمیشن صامت است که توسط هنرمند بلغاری دونیو دونف میان سالهای ۱۹۷۰ تا ۱۹۹۰ در ۱۱ یا به روایت بعضی منابع بلغاری ۲۲ قسمت ساخته شده است. قسمت نخست انیمیشن توسط وبگاه آی‌ام‌دی‌بی (IMDB) امتیاز ۹٫۱ را دریافت نموده است. این مجموعه در تلویزیون ایران نمایش داده شده است.